# Bistrița-Năsăud (hạt)
Bistrița-Năsăud (phát âm tiếng Romania: [ˈbistrit͡sa nəsəˈud]; tiếng Hungary: Beszterce-Naszód) là một hạt (judeţ) của România, ở Transilvania, thủ phủ là thành phố Bistriţa.

## Nhân khẩu
Năm 2002, dân số là 311.657 người với mật độ dân số 58 người/km².
- Người Romania – 90%[1]
- Người Hungary – 6%
- Người Di-gan – 2%
- Khác – 2%

| Năm  | Dân số  |
| ---- | ------- |
| 1948 | 233.650 |
| 1956 | 255.789 |
| 1966 | 269.954 |
| 1977 | 286.628 |
| 1992 | 326.820 |
| 2002 | 311.657 |

## Địa lý
Huyện có diện tích 5.355 km². Một phần ba diện tích là núi từ nhóm Đông Carpathia: Ţibleş, Rodna, Suhard, Bârgău và dãy núi Călimani. Phần còn lại là phía đông bắc của cao nguyên Transilvania.
Sông chính chảy qua huyện là sông Someşul Mare. Trên sông Bistriţa có một đập nước và một hồ chứa nước lớn.

## Phân chia hành chính

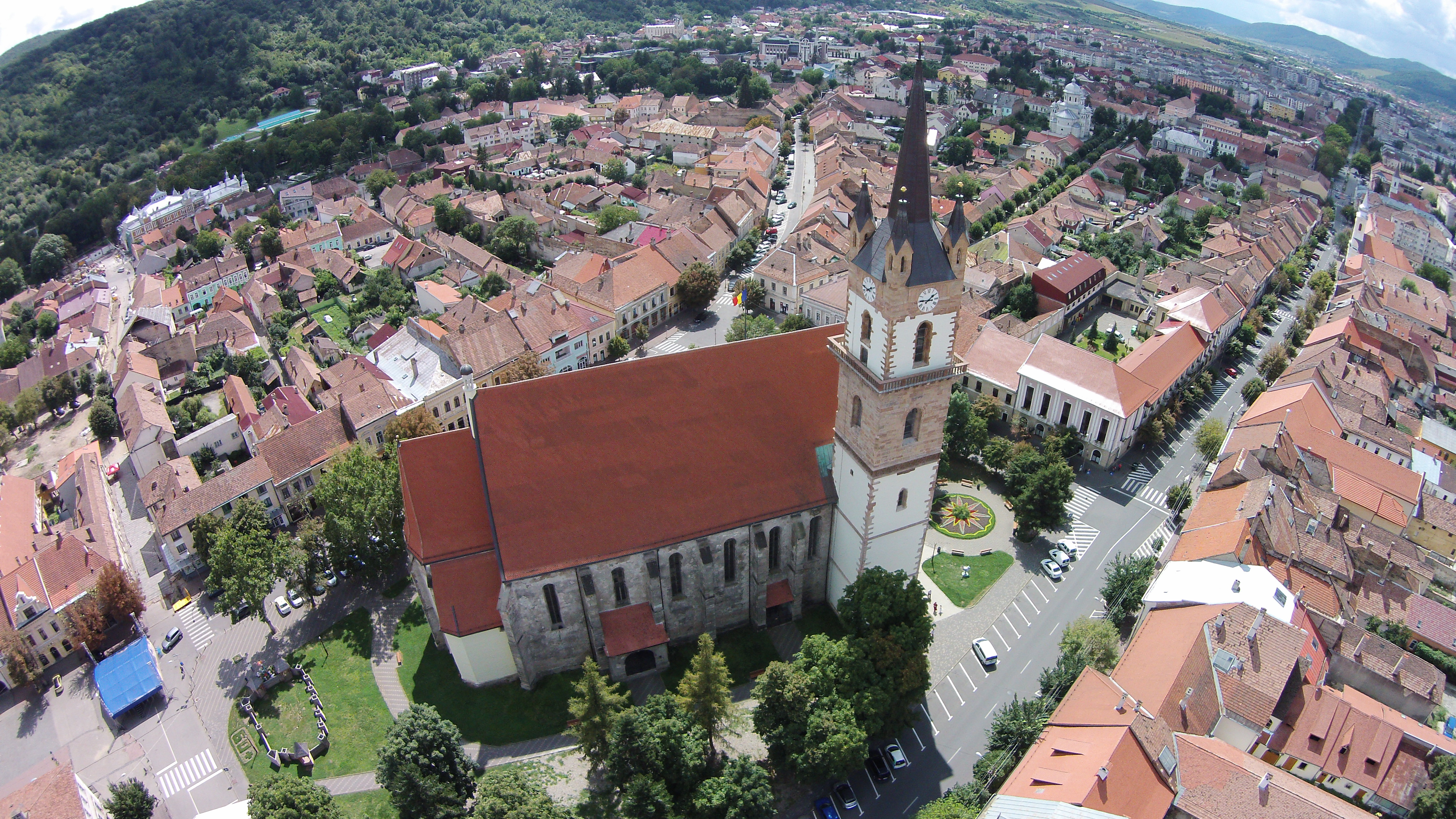
Bistrița

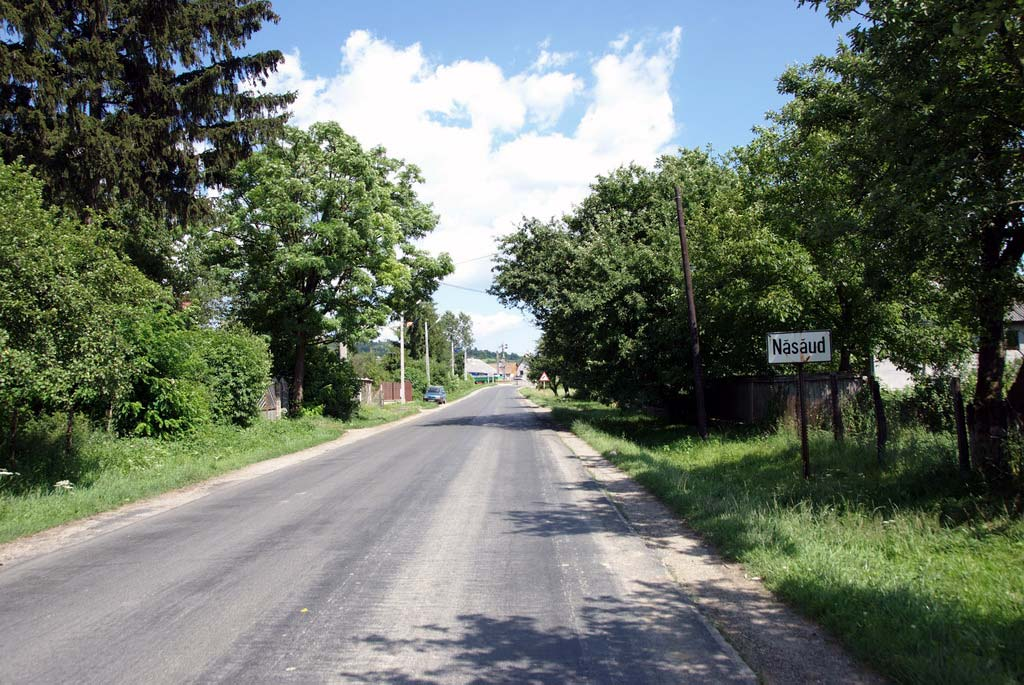
Entrance từ miền tây, ở Năsăud

Huyện Bistrița-Năsăud có 1 đô thị, 3 thị xã và 58 xã.
Đô thị
- Bistrița – thủ phủ; 70.493 (tính đến năm 2011)

Thị xã
- Beclean
- Năsăud
- Sângeorz-Băi

Xã
- Bistrița Bârgăului
- Braniștea
- Budacu de Jos
- Budești
- Căianu Mic
- Cetate
- Chiochiș
- Chiuza
- Ciceu-Giurgești
- Ciceu-Mihăiești
- Coșbuc
- Dumitra
- Dumitrița
- Feldru
- Galații Bistriței
- Ilva Mare
- Ilva Mică
- Josenii Bârgăului
- Leșu
- Lechința
- Livezile
- Lunca Ilvei
- Maieru
- Matei
- Măgura Ilvei
- Mărișelu
- Miceștii de Câmpie
- Milaș
- Monor
- Negrilești
- Nimigea
- Nușeni
- Parva
- Petru Rareș
- Poiana Ilvei
- Prundu Bârgăului
- Rebra
- Rebrișoara
- Rodna
- Romuli
- Runcu Salvei
- Salva
- Sânmihaiu de Câmpie
- Șieu
- Șieu-Odorhei
- Șieu-Măgheruș
- Șieuț
- Șintereag
- Silivașu de Câmpie
- Spermezeu
- Șanț
- Târlișua
- Teaca
- Telciu
- Tiha Bârgăului
- Uriu
- Urmeniș
- Zagra